# يفغيني باتون
يفغيني باتون (بالروسية: Евгений Оскарович Патон)‏ (1870-1953) هو مهندس سوفيتي أسَّسَ معهد اللحام الكهربائي في كييف. وكان نائبًا للشعب في مجلس السوفيت الأعلى. وهو والد العالِم بوريس باتون.

## حياته
ولد باتون سنة 1870 في مدينة نيس في فرنسا. ودَرس في جامعة دريسدن التقنية، وتخرج مِنها سنة 1894، كما درس في معهد بطرسبرغ للسكك الحديدية وتخرج منها سنة 1896. قام بتصميم هيكل محطة القطار في مدينة درسدن، وكان مُحاضراً في كلية موسكو لهَندسة طُرق السكك الحديدية (1889-1904). وكان باتون أستاذ في معهد البوليتكنيك كييف ورئيس قسم الجسور في الفترة بين (1904-1938).